# 苍龙山石窟
苍龙山石窟，位于中国河北省邯郸市后西佐村，为邯郸市峰峰矿区的一个省级文物保护单位，类型为石窟寺，公布时间为1993年7月15日。
苍龙山石窟的历史年代为唐、宋。